# Peter Aalbæk Jensen
Peter Aalbæk Jensen (født 8. april 1956) med tilnavnet Ålen er en dansk filmproducent, produktionsleder, skuespiller og manuskriptforfatter, der sammen med Lars von Trier har stiftet filmselskabet Zentropa.
Han er kendt for at være provokerende, rapkæftet og højtråbende. Nogle har kaldt ham nutidens svar på Simon Spies.

## Uddannelse og karriere
Han er uddannet på Den danske  Filmskole og tog afgang i 1987.
I 2001 modtog Aalbæk Jensen sammen med producerne Vibeke Windeløv og Ib Tardini en æres-Bodil for sit arbejde med dansk film og i 2004 en ærespris fra den danske afdeling af Women in Film and Television (WIFT)med følgende begrundelse af WIFT repræsentant Katharina Schelin:"Du modtog prisen med den begrundelse, at du var en af de få i den danske filmbranche, som havde forstået, at hvis man skal have kommerciel succes, skal man satse på kvinder - og for at have handlet på det. Nogle af dansk films største kvindelige talenter har lavet deres første film / fået deres første jobs / fået ledelsesansvar for første gang osv. under din ledelse." 
Fik i 2015 iværksætterprisen, initieret af revisionsfirmaet Deloitte.[kilde mangler]
Efteråret 2008 var Aalbæk Jensen dommer på DR1's talentshow, Talent 2008. Han blev dog ikke tilbudt at medvirke i Talent 2009, bl.a. fordi han åbenlyst havde givet udtryk for, at han ikke bryder sig om børn på scenen, og DR gerne ville have flere børn med i programmet.  Interviews med ham fremgår blandt andet i bøgerne Leder DNA - I blodet på 25 danske topledere af Rasmus Ankersen og Det tænker vi på inden vi falder i søvn af Rasmus Barud Thomsen.
Han medvirkede i det allerførste program af Til middag hos... på TV3 sammen med Anne-Grethe Bjarup Riis, Camilla Ottesen og Alexander Kølpin.
I 2018 åbnede han LilleSyd Forsamlingshus i Herfølge. I 2019 sendte DR serien Ålens nye rige, som omhandlede hvordan Aalbæk med hele sin opsparing forsøgte at opbygge en økolandsby på 20 tønder land, som bl.a. inkluderer forsamlingshuset.

## Kontroverser
I 2017 blev Aalbæk anklaget for at have udøvet sexchikane mod kvindelige medarbejdere på Zentropa omkring år 2000. I forbindelse med anklagerne krævede det svenske filmselskab Film i Väst i Trollhättan at Aalbæks navn blev fjernet fra projektsamarbejder mellem de to selskaber.Det danske Arbejdstilsyn vurderede dog at arbejdsmiljøet og trivslen i firmaet var godt og nøjedes med at give Aalbæk en vejledning i fremover at undlade at tilbyde praktikanter valget mellem klask i numsen og udmugning af hønsehus,såfremt praktikanten havde begået en grovere fejl.

## Privatliv
Han er født i byen Osted på Sjælland og er søn af forfatteren Erik Aalbæk Jensen.
Den 17. september 1983 blev han gift med arkitekt Lise Palm. Sammen har de to døtre foruden Lises søn fra første ægteskab. De er bosiddende i Herfølge.
I 2012 opgjorde BT hans ejendomme, bl.a. via ejerskab via selskaber han helt eller delvist ejer samt ejendomme i hans kones navn, til at omfatte et sommerhus på Samsø, en grund på Samsø, en gård i Faaborg, fire lejligheder på Rosenvængets Hovedvej i København, en husbåd i Trolhättan og et sommerhus i Tönnersjö nær Halmstad i Sverige, en lejlighed i Berlin og et feriehus i Barcelona, foruden parrets hus i Herfølge. Gården fra 1877 i Faaborg, der hedder Nakkebølle Jagtgaard er blevet brugt i flere film, men den blev sat til salg i 2018. Den var ejet ligeligt mellem Aalbæk og Lars von Trier, der havde købt den sammen i 2004.
I 2022 købte Aalbæk en ejendom på Lyø i det Sydfynske Øhav. Det er en fredet gård fra 1758 med tilhørende godt 94.000 m2 jord, som han gav 1,15 mio. kr for. Aalbæk udtalte dog, at han ikke havde planer om at bo der selv, men gerne ville leje ejendommen ud.

## Filmografi
Som skuespiller har han medvirket i følgende
Film
- Retfærdighedens rytter (1989) - Mand i prinsessens lejlighed
- Kys mor, skat! (1990) - Vivians kæreste
- Russian Pizza Blues (1992) - Ålen, ejer af Zanzi Bar
- Smukke dreng (1993) - Kunde
- Bornholms stemme (1999) - Dumpo, skipper
- Flyvende farmor (2001) - Portvagt i lufthavnen
- Regel nr. 1 (2003) - mand i morgenkåbe

TV-serier
- TAXA (1999) - episode 52, Kunde
- Klovn (2005) - episoden "Kgl. hofnar", Peter Ålbæk
- Ditte & Louise (2016) - episoden "Alle for Judith", Peter Aalbæk Jensen
- Nipskanalen  (2017-2018) - 3 episoder, Peter